# NGC 1004
NGC 1004 je galaksija u zviježđu Kit.

## Vanjske poveznice
- SEDS: NGC 1004